# Syndrome d'intolérance à l'histamine
Le syndrome d'intolérance à l'histamine (ou histaminose) est un ensemble de symptômes chroniques causé par un déséquilibre entre l'histamine accumulée dans le corps et ses capacités de dégradation ce qui provoque un taux excessif d'histamine,,.   

## Symptômes
- Urticaire, démangeaisons
- Palpitations, hypotension, hypertension, arythmie
- Insomnie
- Asthme
- Rhinite
- Diarrhée
- Intolérances alimentaires
- Fatigue importante, dépression
- Douleurs musculaires
- Maux de tête, rougeurs
- Bouffées de chaleur...

## Mécanisme
Des enzymes sont responsables de la dégradation de l'histamine : la diamine oxydase (DAO, ABP1) pour la dégradation de l'histamine ingérée, l'histamine N-méthyltransférase (HNMT) pour l'histamine intracellulaire; une autre, l'histidine décarboxylase (HDC) en assure la biosynthèse à partir de l'Histidine [un des neuf amino-acides indispensables (ou Acides aminés essentiels) à l'être humain adulte... un des onze chez l'enfant].
Une baisse d'activité de la DAO et/ou de la HNMT ou une hyperactivité de la HDC apparaissent comme la cause de l'augmentation du taux d'histamine, mais les facteurs provoquant l'apparition des symptômes étant nombreux, ceux-ci varient fortement d'une personne à l'autre. Un diagnostic rigoureux est donc un processus à plusieurs étapes. Plusieurs gènes, très vraisemblablement en interaction(s) avec un ou plusieurs facteurs environnementaux, sont associés à l'apparition du syndrome.
La fiche de l'AFSSA indique que « la formation d’histamine est essentiellement d’origine microbienne. Les micro-organismes producteurs sont essentiellement mésophiles, ce sont notamment des entérobactéries. Des auteurs citent que Clostridium perfringens et certains lactobacilles peuvent être impliqués.» La prolifération d'espèces productrices d'histamine dans la flore intestinale, liée à la prise d'antibiotiques ou au régime alimentaire (lactobacilles) pourrait en être un facteur de déclenchement.

## Traitement ou limitation des symptômes

### Régime alimentaire
Un régime alimentaire peut permettre de supprimer ou de limiter les symptômes :
- évictions des aliments riches en histamine ou en tyramine (chocolat, tomate, fruits de mer...) ;
- l'alcool a un effet aggravant parce qu'il est également dégradé par la DAO et fait donc concurrence à l'histamine ;
- certains conservateurs alimentaires (en particulier les sulfites) ont le même effet. Leur présence peut être cachée sur les étiquettes de composition derrière arômes ou colorants qui entrent dans la composition ;
- limiter certaines épices comme le curcuma qui inhibe la DAO [6], le piment...

### Médicaments et suppléments
La prise d'antihistaminiques permet de supprimer ou de limiter les symptômes. 
De nombreux médicaments bloquent l'action enzymatique ou provoquent une libération d'histamine (acétylcystéine, antidépresseurs IMAO...). 
Il existe des comprimés de diamine oxydase (DAO) (exemple : la marque Daosin).  
La tritoqualine (exemple : la marque Hypostamine) inhibe la transformation d'histidine en histamine. 
La vitamine C protège contre l'accumulation d'histamine, remplace la synthèse de bronchoconstricteur PGF2 par celle du bronchodilatateur PGE2. 
La vitamine B6 serait bénéfique. 

### Epidémiologie
Le fait que ce syndrome qui toucherait environ 1% de la population n'ait été étudié largement que depuis le début des années 2010, et la variabilité des symptômes font qu'il n'est souvent pas diagnostiqué.

### Risque
Il y a un risque important de réaction de type allergique à certains anti-inflammatoires non stéroïdiens tels que l'ibuprofène et l'aspirine.